# Drôle de séducteur
Pour plus de détails, voir Fiche technique et Distribution.
Drôle de séducteur (The World's Greatest Lover) est un film américain réalisé par Gene Wilder, sorti en 1977.

## Synopsis
Dans les années 1920. Rudy Hickman (Gene Wilder) est renvoyé de la boulangerie où il travaillait car il a des tics : il tire la langue aux clients, il inverse ses mots et a des crises de laryngite, tout cela dû à la nervosité. Rudy décide alors de partir pour Los Angeles. En effet, Mr Zitz (Dom DeLuise), le directeur de la "Rainbow Studio" à Los Angeles, afin de faire concurrence à la Paramount (avec Rudolph Valentino), décide de faire un concours : le concours du plus grand séducteur du monde. Rudy se rend donc dans cette grande ville avec sa femme, Annie (Carol Kane). Mais Rudy ne sait pas que sa bien-aimée est amoureuse du célèbre Rudolph Valentino, qu’elle a déjà rencontré et qu’elle va essayer de retrouver.

## Fiche technique
- Titre français : Drôle de séducteur
- Titre original : The World's Greatest Lover
- Réalisation : Gene Wilder
- Scénario : Gene Wilder
- Musique : John Morris
- Photographie : Gerald Hirschfeld
- Montage : Anthony A. Pellegrino
- Production : Gene Wilder
- Société de production et de distribution : 20th Century Fox
- Pays de production :  États-Unis
- Langue : Anglais
- Format : Couleur - Mono - 35 mm - 1.85:1
- Genre : Comédie
- Durée : 86 minutes
- Sortie : 1977
- Public : Tous

## Distribution
- Gene Wilder (VF : Serge Lhorca) : Rudy Hickman/Rudy Valentino
- Carol Kane (VF : Jeanine Forney) : Annie Hickman
- Dom DeLuise (VF : Jacques Ferrière) : Adolf Zitz
- Fritz Feld (VF : Alfred Pasquali) : Tomas Desimagrée
- Ronny Graham (VF : Jacques Dynam) : le réalisateur
- Michael Huddelston : Le barbier
- Carl Ballantine (VF : Philippe Dumat) : Oncle Harry
- Danny DeVito (VF : Alain Flick) : L'assistant du réalisateur
- Candice Azzara (VF : Monique Thierry) : Anne Calassandro
- Florence Sundstrom : Tante Tillie
- David Huddleston : Le patron de la boulangerie
- Lou Cutell : M. Kipper
- Matt Collins : Rudolph Valentino
- Mark Silbermann (VF : Alain Dorval) : Cousin Buddy
- Stanley Brock : Le béni oui-oui no 2
- James Hong : Le béni oui-oui no 3